# Humlafisk
Humlafisk (Brachygobius xanthozonus) är en fiskart som först beskrevs av Bleeker, 1849.  Humlafisk ingår i släktet Brachygobius och familjen smörbultsfiskar. IUCN kategoriserar arten globalt som otillräckligt studerad. Inga underarter finns listade i Catalogue of Life.